# Gare d'Harfleur-Halte
Ne pas confondre avec la gare d'Harfleur.
La gare d'Harfleur-Halte est une ancienne gare ferroviaire française de la ligne du Havre-Graville à Tourville-les-Ifs, située sur le territoire de la commune d'Harfleur, entre le centre-ville et le quartier de Beaulieu, dans le département de la Seine-Maritime, en région Normandie.
C'est une halte de la Société nationale des chemins de fer français (SNCF), qui n'est plus desservie depuis septembre 2024.

## Situation ferroviaire
Établie à 13 mètres d'altitude, la gare d'Harfleur-Halte est située au point kilométrique (PK) 223,279 de la ligne du Havre-Graville à Tourville-les-Ifs (fermée), entre les gares du Havre-Graville et de Jacques-Monod-la-Demi-Lieue.

## Histoire
En 2015, la SNCF estime la fréquentation annuelle à 6 001 voyageurs.
La liaison ferroviaire Le Havre – Montivilliers – Rolleville (« Lézard'express régionale » du réseau TER Normandie), desservant la gare, est supprimée en septembre 2024, pour être ultérieurement remplacée jusqu'à Montivilliers par la ligne C du tramway (dont la mise en service est prévue en 2027 ; des autobus assurent une substitution jusqu'à cette échéance). Harfleur-Halte possède jusqu'alors la particularité, bien qu'étant implantée sur une voie unique, de posséder deux quais : un pour chaque direction, situés de part et d'autre du passage à niveau no 1, qui fait face à l'ancien bâtiment voyageurs ; ainsi, quel que soit le sens de circulation, le train dessert la halte toujours après avoir franchi le passage à niveau, limitant ainsi le temps de fermeture de celui-ci.

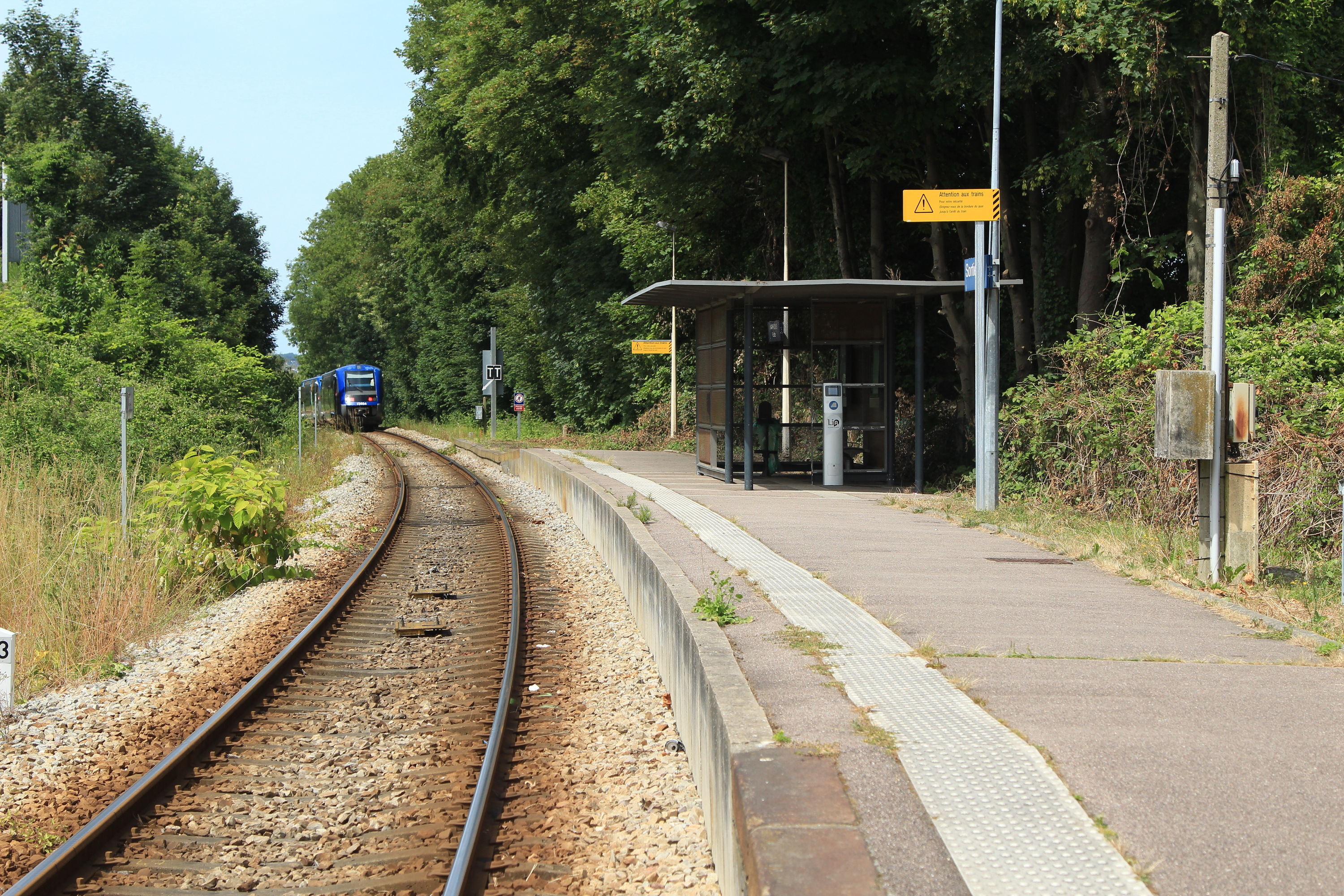
Quai desservi par les trains à destination de Montivilliers ou Rolleville, vu dans cette direction.
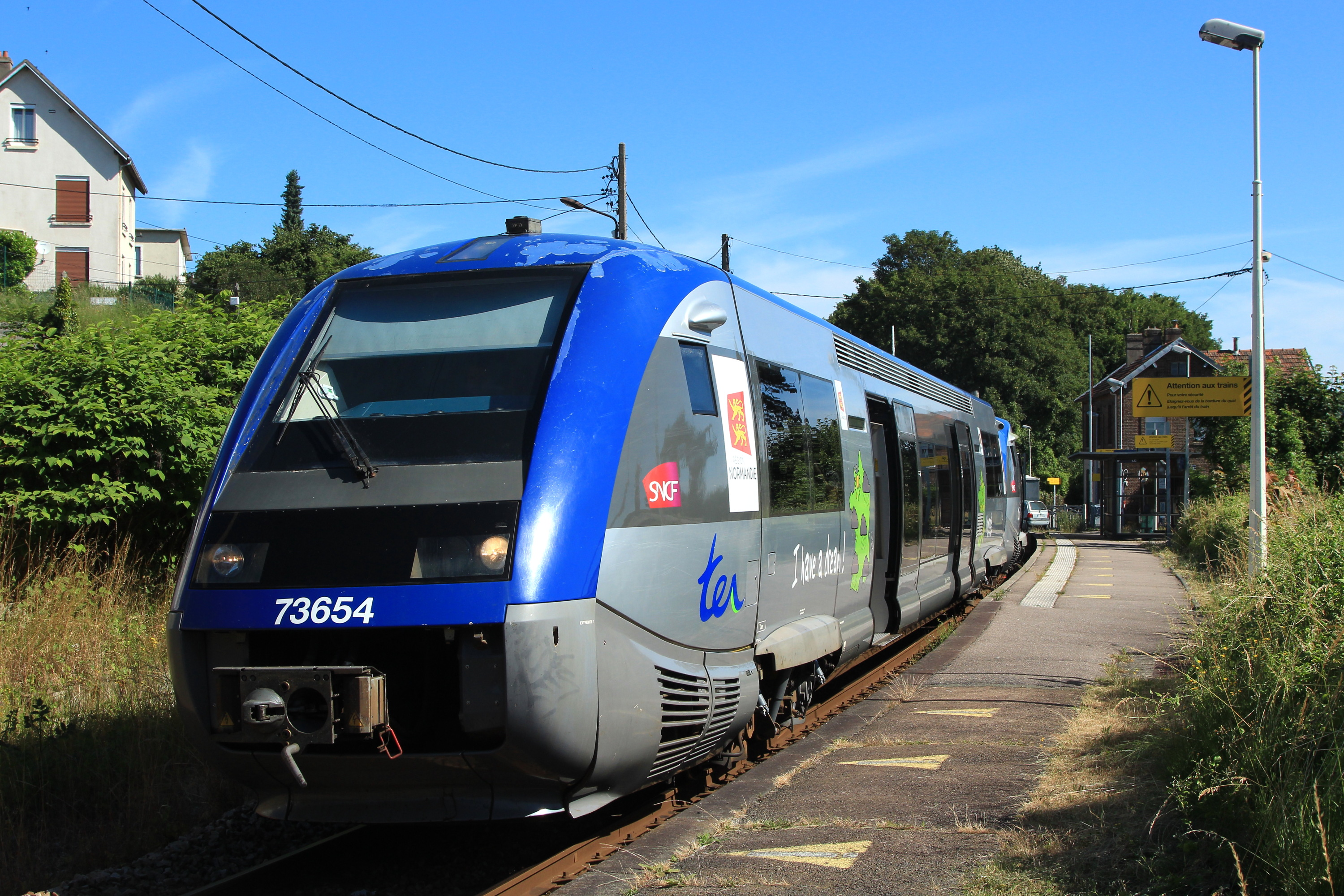
Deux X 73500 à l'arrêt sur le quai desservi par les trains à destination du Havre.